# 阎宗临
阎宗临（1904年—1978年10月5日），中国历史学家，生于山西省五台县，1924年赴法国勤工俭学，先后在巴黎、里昂工作。1929年入瑞士弗里堡大学攻读欧洲古代史、欧洲中古史和拉丁文。1933年获得瑞士国家文学硕士学位，留校讲授中国近代史，同时入该校研究院深造。1936年获得瑞士国家文学博士学位。
1937年抗日战争爆发以后，阎宗临辞去伏利堡大学教职，携夫人返回中国，共赴国难。抗战期间，他先后任教于山西大学、广西大学、无锡国专、桂林师范学院。1946年应聘为中山大学教授，1948年任中山大学历史系主任兼历史研究所所长。1950年夏，应张友渔、赵宗复之邀，返故乡山西任教，先后任山西大学历史系主任和山西大学教务长职务，直到逝世。
2007年10月，汇集阎宗临先生所有学术编著的《阎宗临作品》三册，由广西师范大学出版社正式出版，给当代史学工作者以强烈的震撼，认为阎宗临先生在半个多世纪以前的学术成果仍然具有很强的生命力，为其治史的态度和方法以及深厚的学术素养所折服。

## 著作
- 《杜赫德的著作及其研究》 （博士论文，原法文）
- 《中国与法国18世纪之文化关系》
- 《从西方典籍所见康熙与耶稣会之关系》
- 《康熙与格勒门德第十一》
- 《康熙与德理格》
- 《雍正与本笃第十三》
- 《关于麦德乐使节的文献》
- 《澳门史料两种》
- 《乾隆十八年葡使来华纪实》
- 《元代西欧宗教与政治之使节》
- 《身见录》校注
- 《佛国记》笺注
- 《北使记》笺注
- 《西使记》笺注
- 《阎宗临作品》三册
- 《世界古代中世纪史》
- 《欧洲文化史论》
- 《中西交通史》

## 家庭
阎宗临有六个孩子。阎守诚为首都师范大学历史系教授，阎守胜为北京大学物理学院教授。